# Anomala cavifrons
Anomala cavifrons är en skalbaggsart som beskrevs av Leconte 1868. Anomala cavifrons ingår i släktet Anomala och familjen Rutelidae. Inga underarter finns listade i Catalogue of Life.